# Сельхозтехника (Сланцевский район)
Сельхозтехника — посёлок в Гостицком сельском поселении Сланцевского района Ленинградской области.

## История
По состоянию на 1 августа 1965 года посёлок Сельхозтехника входил в состав Пелешского сельсовета Кингисеппского района.
По данным 1973 года посёлок Сельхозтехника входил в состав Пелешского сельсовета Сланцевского района.
По данным 1990 года посёлок Сельхозтехника входил в состав Гостицкого сельсовета.
В 1997 году в посёлке Сельхозтехника Гостицкой волости проживали 285 человек, в 2002 году — 252 человека (русские — 96 %).
В 2007 году в посёлке Сельхозтехника Гостицкого СП проживали 240, в 2010 году — 239, в 2012 году — 250, в 2013 году — 264 человека.

## География
Посёлок расположен в западной части района на автодороге 41К-005 (Псков — Краколье).
Расстояние до административного центра поселения — 1 км.
Расстояние до железнодорожной платформы Сланцы — 3 км.
Посёлок находится на левом берегу реки Плюсса.

## Демография
| 2007 | 2010 | 2017 |
| ---- | ---- | ---- |
| 240  | ↘239 | ↗246 |